# 全色云斑蛛
全色云斑蛛（学名：Cyrtophora unicolor），又名闊腹泉字斑蜘蛛、單色雲斑蛛，为园蛛科云斑蛛属的动物。分布于斯里兰卡、印度至巴布亚新几内亚、大洋洲、日本、台湾岛以及中国大陆的浙江、贵州、云南等地。
其种加词unicolor意为“单色的”。